# Metil-t-butil etere
Il metil-t-butil etere (o MTBE) è un etere, avente formula bruta C5H12O.
A temperatura ambiente si presenta come un liquido incolore dall'odore caratteristico.
È un composto organico di sintesi derivante dal metanolo (o alcool metilico) e dal 2-metil-2-propanolo (o alcol t-butilico). Viene impiegato come additivo per la benzina per aumentarne il numero di ottano, in sostituzione del piombo tetraetile e del benzene.

## Produzione
Viene prodotto per addizione elettrofila del metanolo all'isobutene, in presenza di un catalizzatore acido (in particolare una resina a scambio ionico dotata di gruppi funzionali acidi, ovvero gruppi solfonici -SO3H) o zeoliti (ZSM-5 o Linde A), secondo la seguente reazione:

### Alimentazione
La carica dell'impianto di produzione può essere costituita dai gas prodotti dal cracking catalitico a letto fluido (ricchi di isobutene) o se la quantità fosse insufficiente, l'isobutilene può essere prodotto per deidrogenazione catalitica dell'isobutano. Alimentazioni con concentrazione di isobutene dal 12% al 30% possono altresì ottenersi dalla demetanazione e successivi frazionamenti dei prodotti dei reattori di steam cracking.

### Condizioni operative
La reazione risulta debolmente esotermica (cioè sviluppa calore, pari a -37,7 kJ/mol) e viene realizzata solitamente in fase liquida in un reattore a fascio tubiero isotermo, con l'ausilio di catalizzatori costituiti da resine scambiatrici acide (ma anche bentonite e zeolite) e a pressione e temperatura controllata (in genere tra 30-100 °C e 1-1,5 MPa), in modo da massimizzare le rese e minimizzare la deattivazione del catalizzatore e le reazioni secondarie indesiderate. In particolare la disattivazione del catalizzatore può essere causata dalla polimerizzazione di diolefine e di alchini presenti nel taglio C4 che viene introdotto all'alimentazione.
Inoltre operando con un lieve eccesso di metanolo (10% rispetto alla quantità stechiometrica) si raggiungono selettività molto prossime al 100%. Infatti il metanolo in eccesso ostacola le reazioni competitive (indesiderate) di oligomerizzazione.

### Meccanismo di reazione
Il meccanismo di reazione si può schematizzare come segue:
- apertura del legame π dell'isobutene ad opera dell'azione di protonazione dei catalizzatori acidi (resine a scambio cationico), con formazione di un carbocatione terziario;
- attacco del doppietto non condiviso del metanolo da parte del carbocatione terziario (che agisce da elettrofilo), con formazione di un legame σ e espulsione di un idrogeno.

La formazione del carbocatione terziario è favorita rispetto alla reazione di formazione del carbocatione secondaria, che sarebbe indesiderata (se avvenisse) per il processo di produzione di MTBE.

### Sezione di separazione
All'uscita del reattore l'MTBE è "imprigionato" in una miscela azeotropica assieme al metanolo e al raffinato C4 non reagito. Per avere MTBE puro, si separa quindi la miscela azeotropica attraverso una colonna di distillazione, dalla cui testa (ovvero la parte più alta della colonna) esce un azeotropo del taglio C4 con il metanolo e dalla coda (ovvero dal fondo della colonna) esce MTBE puro. La miscela azeotropica C4-metanolo viene poi separata tramite estrazione con solvente, utilizzando acqua.
In alternativa, l'MTBE può essere separato dal metanolo facendo adsorbire il metanolo attraverso un processo a membrana di pervaporazione.

### Distillazione catalitica
La conversione finale di isobutene può essere ulteriormente migliorata facendo seguire un primo letto catalitico da una distillazione catalitica. La colonna di distillazione viene realizzata con riempimento strutturato e addizione di catalizzatore, così che la distillazione del MTBE, sottraendo il prodotto dalla miscela reagente, sposti l'equilibrio di reazione aumentando la conversione. Inoltre il calore fornito dalla reazione (di natura esotermica) viene direttamente usato per la distillazione.

## Vantaggi e svantaggi rispetto al piombo tetraetile e al benzene
Con la progressiva eliminazione del piombo, a partire dalla metà degli anni ottanta è stato uno dei componenti più utilizzati per riformulare le benzine: il basso costo e la tossicità sicuramente inferiore a quelle del piombo tetraetile e del benzene ne hanno incrementato l'impiego come antidetonante in tutte le benzine verdi, fino ad essere usato oggi in percentuali che vanno dal 7% al 12%.
Ciò che lo rende temibile, rispetto ad altri idrocarburi contenuti nella benzina, è la sua alta solubilità in acqua: il valore medio di solubilità in acqua degli idrocarburi non supera generalmente 0,15 g/l, mentre la solubilità in acqua del MTBE è di circa 50 g/l.
Contrariamente al benzene poi, non viene trattenuto negli strati superficiali del terreno e una volta raggiunta la falda acquifera profonda, si disperde facilmente e vi resta per tempi indefiniti, in quanto scarsamente degradabile.
Nei casi in cui la contaminazione riguarda solo il suolo (parte insatura), grazie all'alta tensione di vapore e alla scarsa affinità di assorbimento dell'MTBE, due sono le tecniche di bonifica molto efficaci:
- estrazione di vapori dal suolo (in situ)[11]
- desorbimento termico a bassa temperatura (ex situ)[12]

Non sono invece raccomandati trattamenti biodegradativi.
Al contrario, se l'inquinamento coinvolge anche la falda acquifera, il problema è decisamente grave: la falda non potrà più essere usata per approvvigionamento d'acqua potabile per lungo tempo, poiché le operazioni di bonifica da MTBE delle acque sotterranee per ora conseguono esiti molto incerti, a costi elevati e in tempi lunghi.